# Māchalpur
Māchalpur är en ort i Indien.   Den ligger i distriktet Rājgarh och delstaten Madhya Pradesh, i den centrala delen av landet, 500 km söder om huvudstaden New Delhi. Māchalpur ligger 407 meter över havet och antalet invånare är 8 556.
Terrängen runt Māchalpur är huvudsakligen platt. Māchalpur ligger uppe på en höjd. Runt Māchalpur är det ganska tätbefolkat, med 166 invånare per kvadratkilometer. Närmaste större samhälle är Bakāni, 19,4 km norr om Māchalpur. Trakten runt Māchalpur består till största delen av jordbruksmark.